# Arremonops rufivirgatus
El cerquero oliváceo (Arremonops rufivirgatus), también denominado rascador oliváceo, rascadorcito cabeza rufirrayada, pinzón aceitunado o gorrión oliváceo, es una especie de ave paseriforme de la familia Passerellidae. Su área de distribución incluye el sur de Texas (Estados Unidos), México y América Central hasta Costa Rica.
Mide entre 14 y 15 cm de longitud. Es característica diagnóstica la presencia de dos barras pardas opacas en la corona. La espalda y la cola son color oliva, sin rayas. Las partes ventrales son más claras, con algunas plumas blancas en el vientre. El pico es cónico. Los sexos son similares, pero los juveniles son más opacos. Las poblaciones de Yucatán tienen mayor contraste, con las partes ventrales blancas y las dorsales verde oliva más oscuras. 
Es un ave residente en áreas subtropicales y tropicales de baja altitud y piedemontes. Prefiere áreas ricas en arbustos; habita en el sotobosque, ecotonos, en bosques de galería, chaparrales, matorrales y malezas. Se alimenta de semillas e insectos en forma solitaria o en parejas.
El límite norte de su distribución es, en la vertiente del Golfo de México, la rivera de los ríos Grande y Nueces, en Texas. Por la vertiente del Pacífico, llega hasta el estado de Sinaloa (México). En México se distribuye en ambas vertientes, hasta Oaxaca y la península de Yucatán. Se extiende a lo largo de las tierras bajas de Centroamérica hasta el Valle Central de Costa Rica. 
El canto del macho es un chip en notas secas que se acelera paulatinamente y termina en un cascabeleo.
Construye un nido globular con entrada lateral, a partir de ramitas, hierbas, corteza, hojas y tallos. La hembra pone dos huevos blancos de marzo a septiembre.